# Маслов, Сергей Владимирович (бизнесмен)
Сергей Владимирович Маслов (15 августа 1960, Грозный, Чечено-Ингушская АССР) — российский предприниматель, общественный деятель. С 2000 года в разное время был президентом АО «Транснефтепродукт», АО «СПбМТСБ», Федерации конного спорта России, генеральным директором ОАО «Корпорация Урал Промышленный - Урал Полярный» (с 2015 года ОАО «Корпорация Развития»).

## Образование
В 1982 году окончил Сургутский нефтяной техникум, в 1992-м — Азербайджанский институт нефти и химии по специальности «бурение нефтяных и газовых скважин», в 2004-м — Московскую государственную юридическую академию (МГЮА).

## Карьера

### Ранняя деятельность
Трудовая деятельность Сергея Маслова началась в 1975 году в компании «Сургутнефтегаз». Долгое время работал на обустройстве месторождений Тюменского Севера.
Работал мастером ОТК треста «Сургутнефтегаз», мастером участка треста «Когалымнефтегазстрой», мастером специализированного участка треста «Сургутнефтедорстройремонт».

### Лукойл
С основания в начале 90-х годов НК «Лукойл» занимал руководящие посты в дочерних предприятиях компании. С 1992 года — генеральный директор «Лукойл Трейдинг», с 1996 по 2000 год — первый вице-президент «ЛУКОЙЛ Интернэшнл», до 2001 года — президент компании.

### Транснефтепродукт
С февраля 2001 по сентябрь 2008 года являлся президентом ОАО «Акционерная компания трубопроводного транспорта нефтепродуктов „Транснефтепродукт“».
В период 2005−2008 годов Маслов осуществлял стратегическое руководство проектами новых магистральных нефтепродуктопроводов «Кстово-Второво-Ярославль-Кириши-Приморск» — проект «Север». Трубопровод прошёл по 9 субъектам РФ. Пропускная способность проекта «Север» 8,4 млн тонн нефтепродуктов в год. Сдан в эксплуатацию в мае 2008 года. Стоимость проекта составила 30,9 млрд рублей, из них 7,6 млрд было вложено в создание перегрузочных мощностей в порту Приморск.

### Санкт-Петербургская международная товарно-сырьевая биржа
В апреле 2008 года стал президентом ЗАО «Санкт-Петербургская международная товарно-сырьевая биржа».
В 2008 году под руководством Маслова была сформирована команда специалистов, которая создала биржевую площадку по спот-торговле — ЗАО «СПбМТСБ». Уставный капитал биржи — 750 млн руб. 5 июня 2008 года биржа получила лицензию Федеральной службы по финансовым рынкам на организацию биржевой торговли. В 2011 году биржа превысила объём продаж внутреннего рынка нефтепродуктов более 10 млн тонн с совокупным биржевым оборотом более 120 млрд руб. Тем самым стала самой крупной биржей в мире по торговле нефтепродуктами на рынке спот.

### Корпорация развития
В мае 2013 года занял должность гендиректора АО «Корпорация развития».
С июня 2013 года руководил подготовкой к реализации федерального проекта Северный широтный ход (СШХ). 12 сентября 2015 года состоялось торжественное открытие автомобильной части одного из ключевых объектов СШХ — совмещённого моста через реку Надым. Мостовой переход через реку Надым, включающий в себя однопутную железнодорожную линию и автомобильную дорогу, стал крупнейшим искусственным сооружением транспортной инфраструктуры в Уральском федеральном округе. С открытием моста через реку Надым решился вопрос заторов из-за понтонно-мостовой переправы, были устранены искусственные препятствия для прохождения льда и талых вод.
Общая стоимость моста превысила 14 млрд рублей. Таким образом, один метр моста обошелся более чем в 10 млн рублей. Эксперты считают, что не менее половины этой суммы было «распилено».
В 2016 году был снят с поста в связи с уголовным делом.
В 2018 году судом было зафиксировано наличие признаков банкротства у компании.

## Уголовное дело
В 2016 году в отношении Сергея Маслова было возбуждено уголовное дело по статье 160 УК РФ – «присвоение денежных средств». Он подозревался в хищении более чем 1 миллиарда рублей из банка «Народный кредит»: предполагалось, что средства, выделенные регионами на реализацию проекта «Урал Промышленный — Урал Полярный», были намеренно размещены в проблемном банке топ-менеджерами, включая Маслова. Он был арестован. В октябре 2017 года уголовное дело было прекращено Следственным комитетом РФ.

## Членство в организациях
На протяжении многих лет Сергей Маслов входил в состав Правительственной комиссии РФ по вопросам топливно-энергетического комплекса и воспроизводства минерально-сырьевой базы, в состав Совета директоров «Интер РАО ЕЭС», ОАО «РусГидро», АО «АТС», ОАО «ЦФР».

## Награды и звания
- Награждён почётной грамотой Министерства энергетики РФ (2003).
- Присвоено почётное звание «Почётный нефтяник» (2003)[1].
- Награждён орденом Дружбы (2006)[1].

## Семья
Мама Маслова Валентина Петровна (умерла 13.09.2023)
Брат — Виктор Владимирович Маслов. С 1999 по 2001 год Виктор Маслов являлся пилотом единственной российской гоночной команды FIA Formula 3000 Arden Team Russia. Сам Сергей Маслов участвовал в этом же году в российском монокубке по кольцевым автогонкам — Кубке VW-POLO.
Женат. Шестеро детей — Анна, Никита, Анжелика, Анастасия.